# Lesena

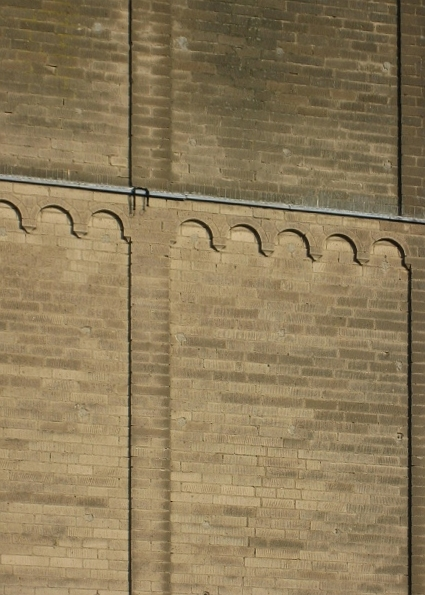
Lesenas, lesenas de esquina y arcos ciegos en una torre de Old St. Martin, Kaarst.

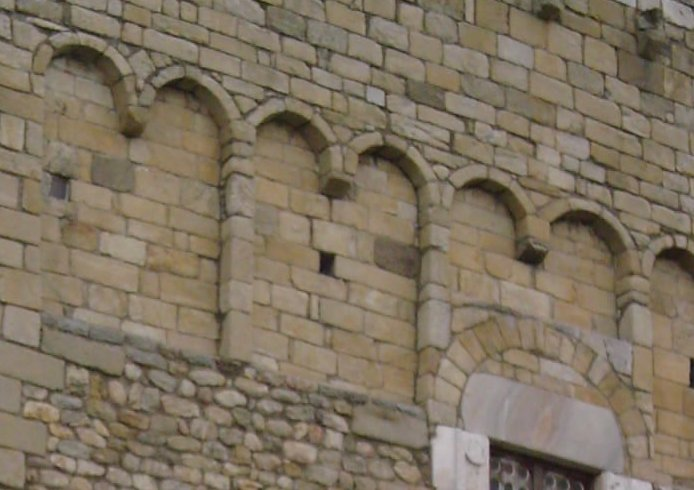
Bandas lombardas en la fachada de Saint-André de Sorède (Pirineos Orientales).

Una lesena  —también llamada tira apilastrada— es una faja o banda vertical estrecha, practicada en bajorrelieve sobre un muro, interior o exterior. Se asemeja a una pilastra, pero no tiene ni función sustentante ni generalmente basa ni capitel.
Las lesenas  se utilizan compositivamente para dividir un paramento ópticamente y su función es meramente ornamental, tanto para decorar la superficie plana de una pared como para conseguir efectos enfáticos, como en el caso de las lesenas de esquina que destacan los bordes de un paramento.
A veces por extensión se emplea el término para cualquier elemento en relieve que divida un paño, sea vertical u horizontal.

## Utilización
Las lesenas se utilizaron en diversas épocas, como en la arquitectura romana y posteriormente en la bizantina. Esta estructura de fachada utilizada en el norte de Italia (especialmente en Ravena) fue adoptada por los lombardos que se establecieron allí, de modo que las lesenas unidas por frisos de arcos se convirtieron casi en rasgos definitorios del estilo de la arquitectura lombarda. Los maestros de obras lombardos eran famosos por su buen hacer artesano y buscados en el extranjero, lo que favoreció la difusión de estos característicos diseños.
Al norte de los Alpes, las lesenas aparecen como elementos de diseño, muy pronto, en las colegiatas de San Ciriaco de Gernrode (antes del año 1000) y la cercana de San Servacio de Quedlinburg (997-1021). El uso de lesenas en la catedral de Espira (1030-1106) ejerció una gran influencia e inspiró a muchos maestros de obras. Posteriormente, se encontraron en muchas iglesias románicas, extendiéndose hasta el reino de Aragón como en el monasterio de San Pedro el Viejo en Huesca o las iglesias de Serrablo y también, entre otros, en el ducado de Borgoña, como en la abadía de San Filiberto de Tournus (siglo XI).
En la arquitectura románica, combinadas con las arcadas ciegas, se usaban con frecuencia para formar la llamada banda lombarda.
Desde el Renacimiento, la lesena ha quedado superada, aunque arquitectos de orientación formal como Palladio y los maestros de obras del Barroco clasicista utilizaron elementos muy reducidos, similares a las lesenas. Sin embargo, las lesenas revivieron en los neoestilos del historicismo y se encuentran en toda la arquitectura funcional de los edificios industriales, sobre todo en la arquitectura de ladrillo. Las fachadas historicistas de yeso también utilizan el zócalo como elemento, sobre todo como borde para enmarcar la fachada del edificio. El zócalo de las esquinas puede ser acanalado.
Desde el Brutalismo, el zócalo vuelve a verse como un elemento de soporte constructivo en el esqueleto de hormigón que se deja a la vista, y no como un soporte artificial, sino como un elemento de soporte funcional.

## Galería de imágenes

Ejemplos de uso de lesenas
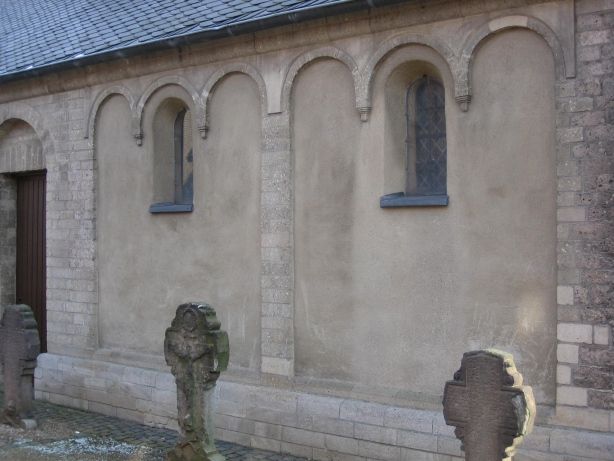
Lesenas y ménsulas  en una capilla
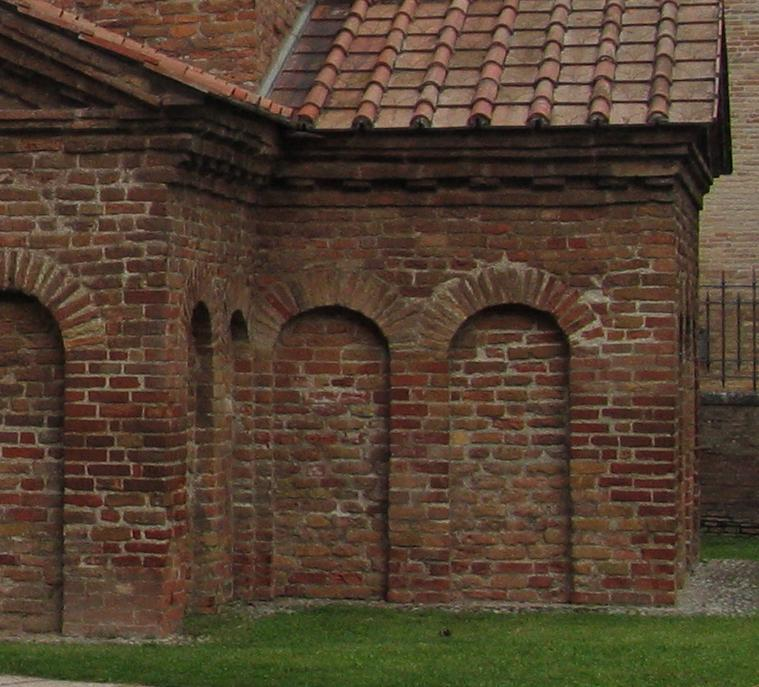
Lesenas y ménsulas en el Mausoleo de Gala Placidia en Rávena (c. 430)
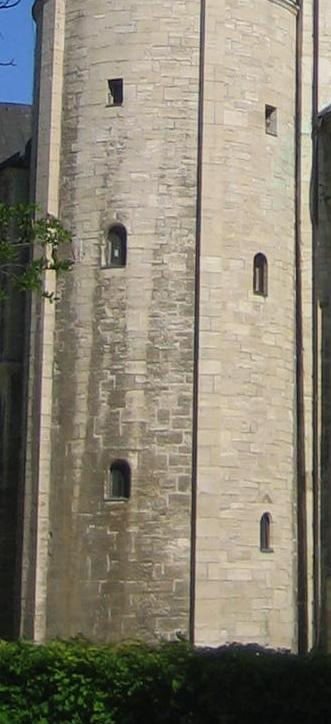
Lesena en la escalera de la torre de la colegiata de Gernrode (antes del año 1000)
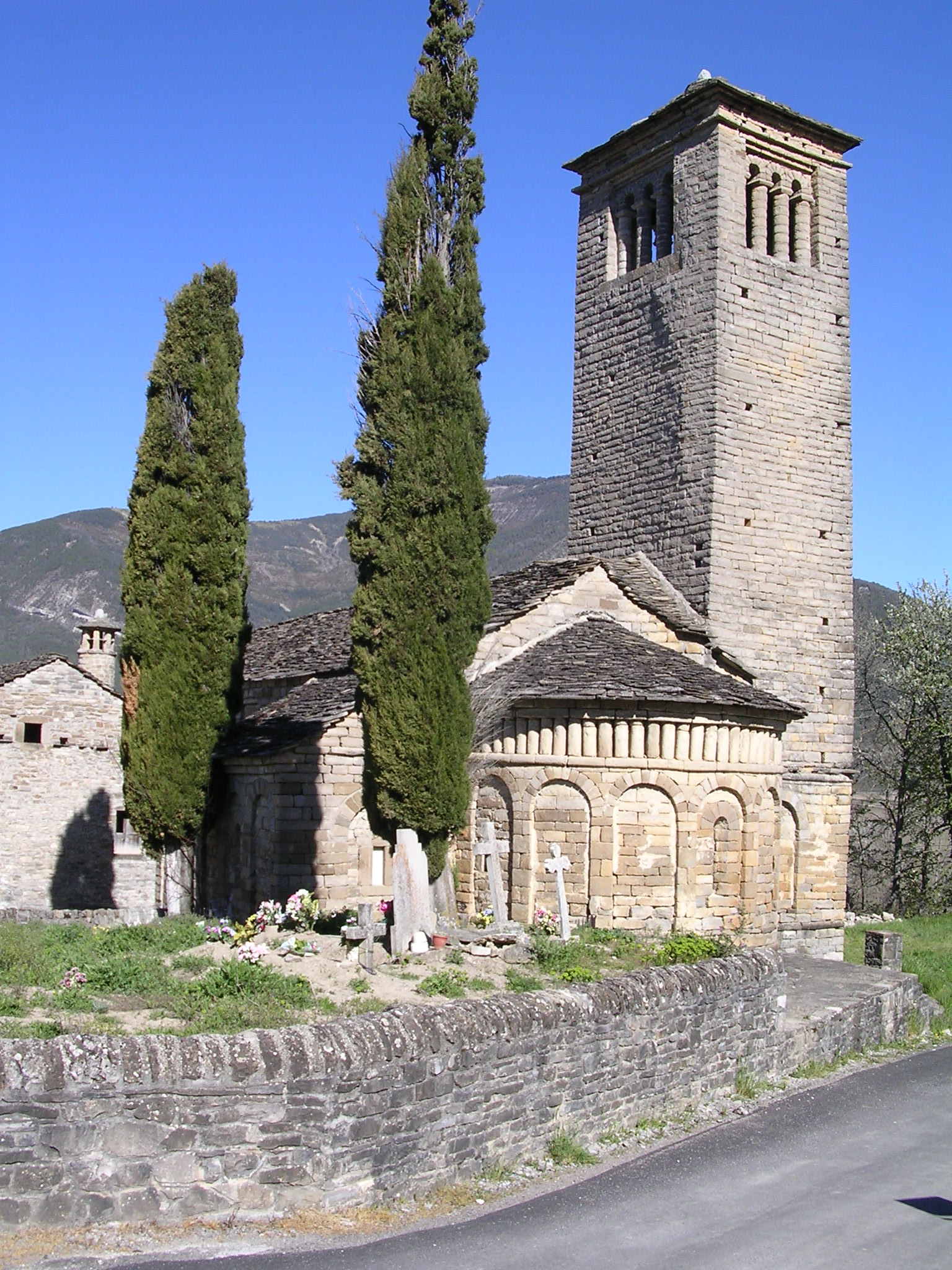
Lesenas en la iglesia de San Pedro de Lárrede (Aragón)
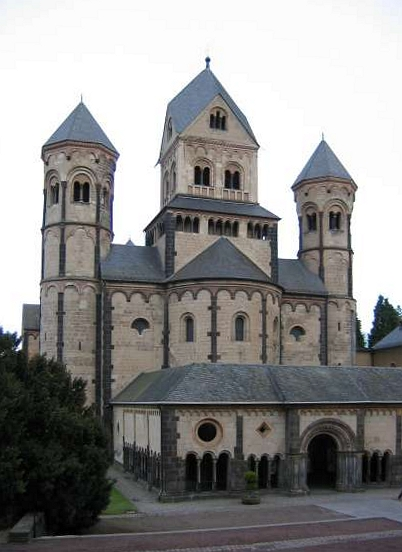
Lesenas en la iglesia de la abadía de Maria Laach (1156)
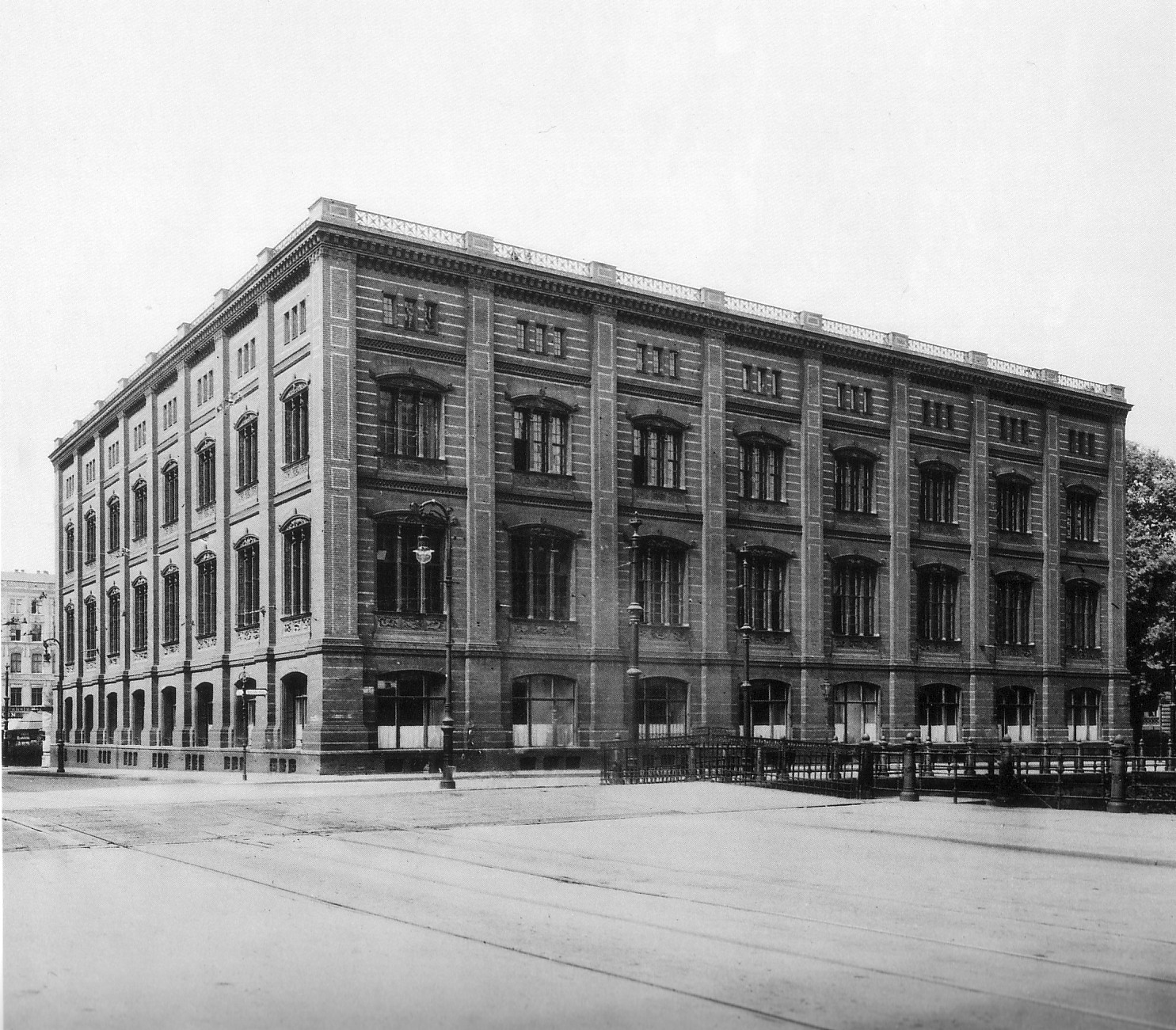
Lesenas en el edificio de la Academia de arquitectura de Berlín. Fotografía de 1888.